# 李庄镇 (宜宾市)
李庄镇原為四川省南溪縣的一個鎮，1983年劃歸宜宾市翠屏区管轄，位於长江南岸，距岷江与金沙江交汇处19公里，是中国历史文化名镇之一。早在南梁大同六年（公元540年），李庄便成为南广县治和六同郡治所在。李庄至今保留着较为完好的古镇格局和许多历史建筑，包括旋螺殿、中国营造学社旧址两处全国重点文物保护单位和东岳庙、张家祠、禹王宫三处四川省文物保护单位。
在中国抗日战争时期，国立同济大学、中央研究院、中央博物院、中国营造学社、北京大学文科研究所、金陵大学文科研究所等10余个知名文化科研机构均内迁至此，使李庄成为战时中国重要的文化中心之一。

## 地理
李庄镇位于宜宾市翠屏区东部，长江南岸，距岷江与金沙江交汇处19公里，北面和东面与沙坪街道、罗龙镇隔长江相望，西面与南广镇接壤，南面与宋家镇、高县胜天镇接壤。李庄镇下辖21个村和2个社区，面积71.52平方公里，其中城镇建成区约2平方公里，古镇核心保护区0.46平方公里。全镇总人口4.3万人，其中场镇人口约1.2万人（2005年）。

## 行政区划
李庄镇下辖以下地区：
同济社区、奎星社区、长胜村、永胜村、南胜村、双桥村、九沟村、安石社区村、伏光村、高桥村、中和村、兴文村、下坝村、双塘村、沿江村、新胜村、龙金村、长庆村、新房村、双溪村、上坝村、九洞村和长虹社区村。

## 历史

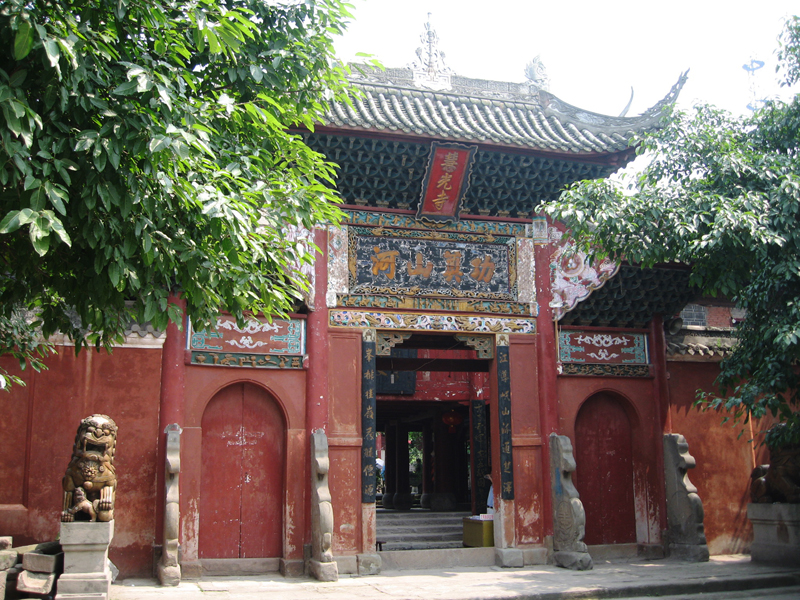
李庄禹王宫，初为湖广会馆，抗战时期为同济大学校本部所在地

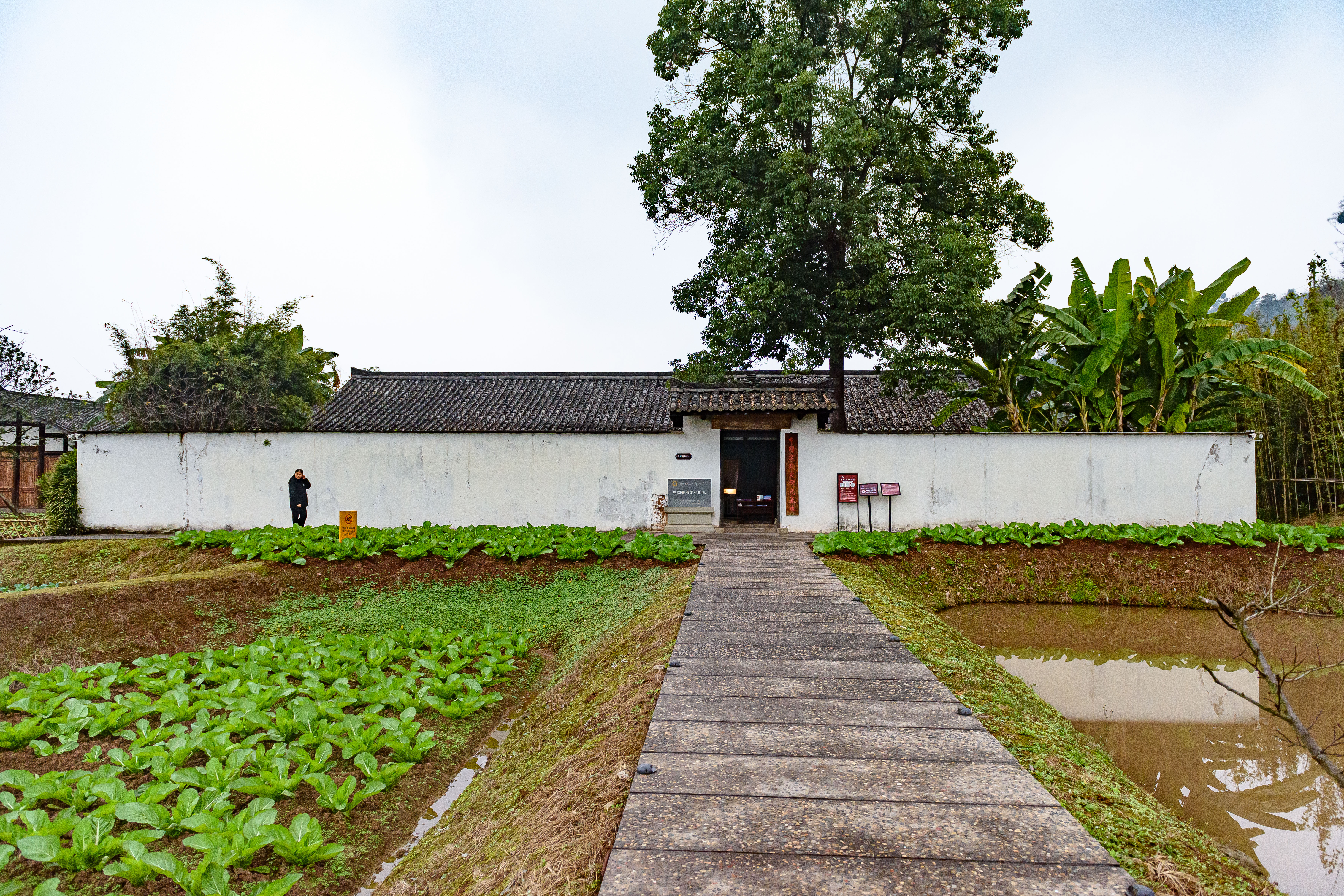
李庄中国营造学社旧址

李庄战国时期为僰人聚居地，西汉建元六年（公元前135年）置犍为郡，并在李庄置驿。南梁大同六年（公元540年），李庄便成为南广县治和六同郡治所在。隋仁寿元年因避讳，改南广县为南溪县，李庄仍为县治所在。隋大业三年（公元607年），改戎州为犍为郡，李庄为郡治所在。唐代复设戎州，戎州州治曾两次迁往李庄。北宋初年，因大理国不断侵扰川南，南溪县治从李庄迁往奋戎城，李庄成为南溪县下属的一个集镇。
明代始设李庄镇，李庄成为长江沿岸的重要码头之一。在明末清初的“湖广填四川”大移民运动中，作为重要的移民口岸，李庄接纳了来自湖广、福建、广东等地的大量移民，并逐渐发展成为川南地区的商业重镇之一。李庄至今保留有禹王宫（原湖广会馆）、天上宫（原福建会馆）、南华宫（原广东会馆）等始建于清代的会馆建筑。清宣统年间，置李庄为南溪第三区。
在中国抗日战争时期，1940年，获闻国立同济大学正为迁川觅址的李庄开明士绅罗伯希、王云伯向同济大学发去了“同大迁川，李庄欢迎，一切需要，地方供给”的16字电报，力邀其迁往李庄。同济大学于1940年秋迁往李庄，随后，中央研究院、中央博物院、中国营造学社、北京大学文科研究所、金陵大学文科研究所等文化科研机构也于1940年冬内迁至此。
当时人口仅3千左右的李庄，接纳了约1.2万内迁的学者、学生，包括傅斯年、李济、董作宾、陶孟和、刘敦桢、梁思成、林徽因、童第周、李方桂、梁思永在内的众多知名学者云集于此。居于李庄期间，中研院历史语言研究所发表了学术研究论文集《六同别录》，董作宾完成了《殷历谱》，梁思成完成了《中国建筑史》、《图像中国建筑史》。李庄成为战时中国重要的文化中心之一，与重庆、成都、昆明并称为抗日战争时期中国的四大文化中心。
2016年11月25日，在沪复院后的同济大学医学院在李庄镇东部开设李庄同济医院。李庄镇内的中国李庄文化抗战博物馆、中国营造学社陈列馆也于2022年4月26日开馆。

## 文化

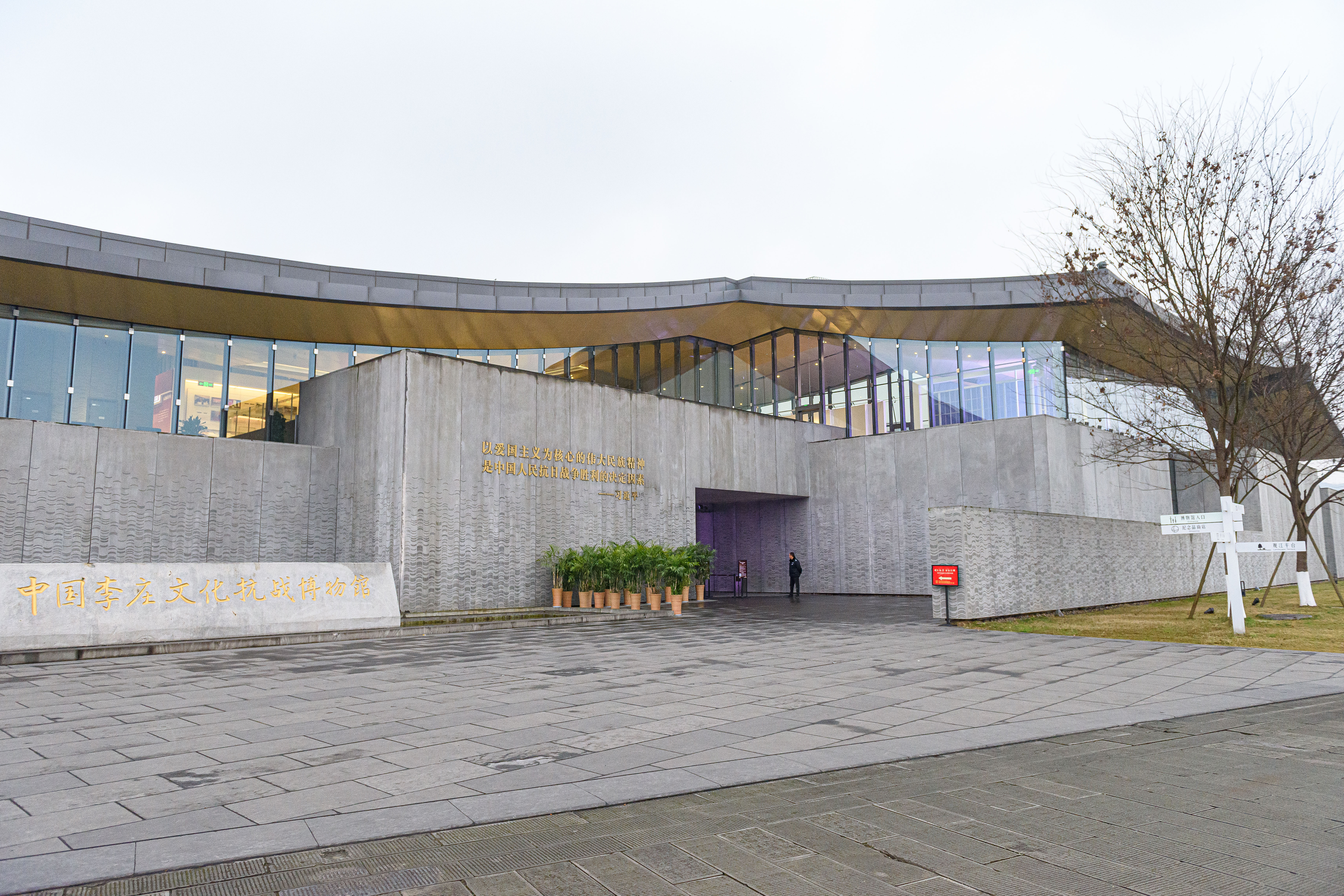
李庄文化抗战博物馆

李庄镇是中国历史文化名镇之一，至今保留着较为完好的古镇格局和许多历史建筑，梁思成在李庄时曾将旋螺殿、奎星阁、张家祠百鹤窗、禹王庙九龙碑并称为“李庄四绝”。其中旋螺殿、中国营造学社旧址两处入选全国重点文物保护单位，东岳庙、张家祠、禹王宫三处入选四川省文物保护单位。除此之外，镇内还有奎星阁、南华宫、天上宫、师祖殿、王爷庙等古迹。
舞草龙、牛儿灯、长江龙舟赛等是李庄的传统民俗活动。李庄花生、李庄黄粑、李庄黄辣丁、李庄白肉、李庄白酒（国家地理标志产品）、李庄白糕，并称为“一花、二黄、三白”，是李庄的特色饮食，其中尤以李庄白肉最为出名。